# Morfická rezonance
Morfická rezonance je sporná teorie Ruperta Sheldrakea, která tvrdí, že příroda má paměť a to, o čem obvykle uvažujeme jako o přírodních zákonech, mohou být spíše zvyky. Podle ní je všechno v našem světě, ať už je to věc, rostlina nebo zvíře, obklopené a prostoupené morfickými poli, obsahujícími kompletní informaci o charakteru a aktivitě daného objektu.[zdroj⁠?!]

## Morfogenetické pole
O stejnojmenném pojmu z vývojové biologie pojednává článek morfogenetické pole.
Morfogenetické pole dle Sheldrakeovy definice je morfické pole živých organismů, které kromě charakteru a tvaru odráží též jejich chování a vztahy mezi jinými organismy.
Termín morfogenetické pole bývá všeobecně užíván též v odlišném významu ve vývojové biologii jako oblast těla embrya, která se následně vyvine v jednotlivé struktury nebo orgány.

## Vousový paradox
Vousový paradox je dle Sheldraka mezi chemiky známý jev. Krystaly nové chemické látky krystalizují na první pokus pomaleji, než na pokus druhý. Sheldrake tvrdí, že jde o vousový paradox pojmenovaný podle vousů chemiků, kteří minikrystaly údajně roznáší po světě. Tento paradox nemá uspokojivé vysvětlení.

## Reakce vědců
Časopis Nature přišel s článkem A book for burning?, v němž na Sheldrakeovu knihu A new science of life velmi prudce zaútočil.
Michael Shermer v článku Rupert's Resonance v pěti bodech vyvrací platnost Sheldrakových experimentů a tak i existenci samotné morfické rezonance.
Český klub skeptiků Sisyfos uvádí, že představa o „morfickém poli“ a morfické rezonanci je zcela bizarní, odporuje vědeckým poznatkům o přenosu informace i o evoluci, a nebyla na žádném vědeckém pracovišti potvrzena. V opakovaných experimentech byly vyvráceny Sheldrakeovy pokusy s krystalizací látek.